# Scopticus
Scopticus là một chi nhện trong họ Thomisidae.